# لي غولد
لي غولد (بالإنجليزية: Lee Gold)‏ (7 أكتوبر 1942)؛ روائية أمريكية.